# Omophron grossus
Omophron grossus (лат.) — вид жужелиц, самый крупный в Северной Америке.

## Распространение
Распространён в США.

## Описание
Жук длиной до 8,5 мм. Верхняя часть тела бледно-жёлтая и буроватая. На надкрыльях и переднеспинке зелёные пятна неправильной формы. Шов и верхняя граница надкрылий зелёные. Глаза зелёные. Усики длинные. На надкрыльях имеются мелкоточечные бороздки. Мандибулы жёлтые с чёрными кончиками. Нижняя часть тела красная.